# 麻豆香
麻豆香，每3年（牛、龍、羊、狗年）舊曆三四月間（國曆四月最後一個禮拜的周五六日舉行），臺灣臺南市麻豆區迎取南鯤鯓代天府五府千歲祈福的一種祭典，為台南五大香之一。

## 簡介
麻豆是平埔族西拉雅系4大社之一麻豆社（另3社為蕭壠社、新港社和目加溜灣社）的舊地。麻豆代天府與北門南鯤鯓廟同為奉祀李、池、吳、朱、范五府千歲的兩大王爺廟，
相傳南鯤鯓代天府的五府千歲，最早被築寮奉祀於麻豆後牛稠，據說廟佔「龍湖鳳跡」好地理，衙門怕出「真命天子」，遂造「水堀頭橋」破壞龍湖，五王才移駕南鯤鯓廟，因而，自古以來此地住民每逢農曆3月末日，都會組團到南鯤鯓廟迎請五府千歲到麻豆繞境，先到中途站的「王爺埔」（今海埔里）駐駕一夜，翌日再迎入麻豆堡內繞境兩天，之後夜宿保安宮，直至4月25日才恭送五府千歲返回南鯤鯓廟，如此年復一年，一般認為這可能是「麻豆香」的濫觴。
1956年農曆3月，五千歲爺循例到麻豆繞境，神示「開龍喉、掘石車，地理翻覆」後，麻豆人乃積極興建代天府，並自翌年開始，每年農曆3月末都舉行兩天的刈香活動，俗稱「麻豆香」，範圍除麻豆外，尚包括下營和官田兩鄉。但年年如此，大家疲於奔命，數年後，乃改為3年1科，1科3天，不過，外庄已不再參與，範圍縮為麻豆鎮(區)內29里(里別合併後剩20里)。
「麻豆香」由麻豆代天府主辦，地方為慶祝五王回麻豆，遂於1957年開始，在麻豆鎮(區)內29里(里別合併後剩20里)，每隔3年農曆3月末舉行3天的刈香活動，成為地方特色。
「麻豆香」舉行時，麻豆代天府轄域各庄廟及域外分靈廟共襄盛舉，香陣規模龐大壯觀，有許多自組性陣頭，其中要以蜈蚣陣和12婆姐陣最為重要，堪稱南台大型廟會，其儀程為「出香─遶境─入廟」模式。